# Emen Island
Emen Island (englisch; bulgarisch остров Емен ostrow Emen) ist eine felsige, in südost-nordwestlicher Ausrichtung 0,92 km lange und 0,58 km breite Insel im Hamburghafen der Anvers-Insel im Palmer-Archipel vor der Westküste der Antarktischen Halbinsel. Sie liegt 10,45 km nordöstlich der Gerlache-Insel und 8,77 km südwestlich des Bonnier Point. Vom Ufer des Hamburghafens trennt sie nach Süden eine 570 m breite Passage, nach Nordwesten zur Petrelik Island ist diese 160 m breit.
Britische Wissenschaftler kartierten sie 1974. Die bulgarische Kommission für Antarktische Geographische Namen benannte sie 2013 nach der Ortschaft Emen im Norden Bulgariens.